# Landtagswahlkreis Gelsenkirchen I – Recklinghausen V
Der Landtagswahlkreis Gelsenkirchen I – Recklinghausen V (bis 2022: Landtagswahlkreis Gelsenkirchen I) ist ein Landtagswahlkreis in Nordrhein-Westfalen. Seit der Landtagswahl 2022 umfasst er die Gelsenkirchener Stadtbezirke Nord und West sowie Gladbecker Stadtteile Mitte I, Mitte II, Zweckel, Butendorf, Brauck und Rosenhügel (Kreis Recklinghausen), in denen damals 101.955 wahlberechtigte Einwohner lebten.

## Landtagswahl 2022
Wahlberechtigt waren 101.955 Einwohner, die Wahlbeteiligung betrug 46,4 Prozent.
| Direktkandidat     | Partei | Erststimmen in % | Zweitstimmen in % |
| ------------------ | ------ | ---------------- | ----------------- |
| Markus Karl        | CDU    | 28,4             | 28,5              |
| Christin Siebel    | SPD    | 42,3             | 37,6              |
| Ralf Hundt         | FDP    | 4,9              | 4,6               |
| Friedhelm Rikowski | AfD    | 9,8              | 9,2               |
| Niklas Witzel      | GRÜNE  | 11,4             | 12,1              |
| Philipp Euler      | LINKE  | 2,5              | 1,8               |
| Lisa Gärtner       | MLPD   | 0,4              | 0,2               |
| Valentin Zill      | DKP    | 0,3              | 0,2               |
| Übrige             | Übrige | –                | 5,8               |

## Landtagswahl 2017
Von 2005 bis zu dieser Landtagswahl umfasste der Wahlkreis die Stadtbezirke Nord, Ost und West der kreisfreien Stadt Gelsenkirchen. Wahlberechtigt waren 99.494 Einwohner.
| Direktkandidat    | Partei  | Erststimmen in % | Zweitstimmen in % |
| ----------------- | ------- | ---------------- | ----------------- |
| Heike Gebhard     | SPD     | 43,0             | 38,2              |
| Sascha Kurth      | CDU     | 24,7             | 23,6              |
| Jürgen Prekel     | GRÜNE   | 3,7              | 3,8               |
| Susanne Cichos    | FDP     | 9,6              | 9,8               |
| –                 | PIRATEN | –                | 0,9               |
| Thomas Grohé      | LINKE   | 5,0              | 4,7               |
| Jan-Hendrik Preuß | AfD     | 13,2             | 14,1              |
| Übrige            | Übrige  | 0,8              | 5,1               |

Der Wahlkreis wird im Landtag durch die direkt gewählte Wahlkreisabgeordnete Heike Gebhard (SPD) vertreten, die dem Parlament seit 2005 angehört.

## Landtagswahl 2012
Wahlberechtigt waren 99.494 Einwohner.
| Direktkandidat    | Partei  | Erststimmen in % | Zweitstimmen in % |
| ----------------- | ------- | ---------------- | ----------------- |
| Oliver Wittke     | CDU     | 22,7             | 18,4              |
| Heike Gebhard     | SPD     | 56,6             | 51,3              |
| Barbara Oehmichen | GRÜNE   | 5,2              | 7,8               |
| Christoph Klug    | FDP     | 3,2              | 4,6               |
| Bianca Thiele     | LINKE   | 3,3              | 2,8               |
| Fabian Hoff       | PIRATEN | 9,0              | 8,0               |
| –                 | Übrige  | –                | 7,1               |

## Landtagswahl 2010
Wahlberechtigt waren 100.585 Einwohner.
| Direktkandidat     | Partei  | Erststimmen in % | Zweitstimmen in % |
| ------------------ | ------- | ---------------- | ----------------- |
| Oliver Wittke      | CDU     | 25,7             | 24,0              |
| Heike Gebhard      | SPD     | 53,0             | 48,5              |
| Dennis Melerski    | GRÜNE   | 5,9              | 7,4               |
| Christoph Klug     | FDP     | 3,6              | 3,6               |
| Bianca Thiele      | LINKE   | 6,4              | 6,8               |
| Klaus Hammer       | PIRATEN | 1,4              | 1,5               |
| Kevin Gareth Hauer | pro NRW | 4,0              | 4,3               |
| –                  | Übrige  | –                | 3,9               |

## Landtagswahl 2005
Wahlberechtigt waren 103.371 Einwohner.
| Direktkandidat      | Partei | Stimmen in % |
| ------------------- | ------ | ------------ |
| Heike Gebhard       | SPD    | 51,8         |
| Oliver Wittke       | CDU    | 33,3         |
| Marco Buschmann     | FDP    | 3,5          |
| Matthias Schmitz    | GRÜNE  | 3,5          |
| Manfred Hermann     | REP    | 1,8          |
| Ali Mahir Abdik     | PDS    | 1,1          |
| Christiane Schacht  | PBC    | 0,4          |
| Klaus Günter Wagner | BüSo   | 0,4          |
| Jan Olaf Marmulla   | NPD    | 1,7          |
| Ralph Geiling       | WASG   | 2,6          |

## Landtagswahl 2000
Wahlberechtigt waren 70.923 Einwohner.
| Direktkandidat           | Partei  | Stimmen in % |
| ------------------------ | ------- | ------------ |
| Ellen Werthmann          | SPD     | 56,0         |
| Gerd Hugo Schulte        | CDU     | 26,4         |
| Stefanie Apelmeier       | GRÜNE   | 4,6          |
| Gerhard-Rainer Schneider | FDP     | 7,5          |
| Michael Stratmann        | REP     | 2,4          |
| Markus Brettschneider    | RENTNER | 1,4          |
| Ursula Greschkowitz      | PDS     | 1,2          |
| Übrige                   | Übrige  | 0,5          |